# Cizinec ve vlaku
Cizinec ve vlaku (v anglickém originále The Commuter) je francouzsko-britsko-americký akční filmový thriller z roku 2018. Film režíroval Jaume Collet-Serra, scénář napsali Byron Willinger, Philip de Blasi a Ryan Engle. Ve filmu hrají Liam Neeson, Vera Farmigová, Patrick Wilson, Jonathan Banks a Sam Neill.
Filmová premiéra byla uvedena 8. ledna 2018 v New Yorku, 12. ledna 2018 v kinech v USA Lionsgate Filmem a 19. ledna 2018 ve Spojeném království StudioCanalem, někde i IMAX verze.
Film celosvětově utržil 119 miliónů dolarů a obdržel smíšené hodnocení kritiků. Ti jej přirovnali k předchozímu snímku Neesona a Collet-Serryho, Non-stop, ale chválili Neesonův výkon a žánrové napětí.

## Děj
Film vypráví příběh prodejce pojištění a bývalého policisty, který během každodenní cesty domů potká tajemnou ženu a zaplete se nevědomky do nebezpečné konspirace.